# Eferding (distrito)
| Distrito de Eferding                                          |                              |
| Estado                                                        | Alta Áustria                 |
| Capital                                                       | Eferding                     |
| Área                                                          | 259,46 km²                   |
| População                                                     | 31 690 habitantes (1/1/2010) |
| Densidade                                                     | 122 hab./km²                 |
| Website                                                       | Site oficial                 |
| Localização de Distrito de Eferding no estado de Alta Áustria |                              |
|                                                               |                              |

Eferding é um distrito da Áustria localizado no estado da Caríntia.

## Cidades e municípios
Eferding possui 12 municípios, um deles, a capital Eferding, com estatuto de cidade Stadtgemeinde e três com estatudo de mercado (Marktgemeide):
| Cidade: - Eferding Mercados: - Aschach an der Donau - Prambachkirchen - Sankt Marienkirchen an der Polsenz | Municípios: - Alkoven - Fraham - Haibach ob der Donau - Hartkirchen - Hinzenbach - Pupping - Scharten - Stroheim |

|  |